# Frithiof Ohlsson
Axel Frithiof Ohlsson, född 28 oktober 1854 i Algutsboda församling, Kronobergs län, död 21 februari 1913 i Stockholm (folkbokförd i Växjö stadsförsamling, Kronobergs län), var en svensk ämbetsman och politiker.
Ohlsson blev student vid Lunds universitet 1875 och avlade examen till rättegångsverken där 1877. Han blev kanslist i Riksbanken 1879, amanuens i Kammarkollegium och Statskontoret 1880, tillförordnad länsnotarie i Kronobergs län 1881 och ordinarie länsnotarie 1883, vice häradshövding 1884 och landskamrerare i Kronobergs län 1890. Ohlsson var landssekreterare i Kronobergs län från 1900 till sin död. I riksdagen var han ledamot av andra kammaren 1894–1899, invald i Växjö och Oskarshamns valkrets fram till 1896, därefter vald av Växjö valkrets.